# Preußenstadion
Preußenstadion är en multifunktionell arena i Münster, Nordrhein-Westfalen, Tyskland.  Den är hemmaarena för SC Preußen Münster och har en publikkapacitet på 15 050 åskådare.